# 真龍寺 (世田谷区)
真龍寺（しんりゅうじ）は、東京都世田谷区北沢二丁目にあった寺院。曹洞宗に属し、大雄山最乗寺（神奈川県南足柄市）の末寺として1929年（昭和4年）に創建された。「世田谷の道了尊」として知られ、節分会の行事として始まった天狗道中は「天下一天狗道中」となって「しもきた天狗まつり」のメインイベントとして親しまれている。この寺院と「しもきた天狗まつり」は「天狗まつりと真龍寺」として、1983年（昭和58年）に「せたがや百景」に選定された。その他に境内が「下北沢音楽祭」などのステージやイベントに使用されるなど、地元とのつながりが強い寺院だった。真龍寺は2019年（令和元年）春に小田原に移転し、堂宇は解体された。

## 歴史
下北沢駅の北口から商店街の中を通り抜けて4-5分歩くと、境内に続く小さな石段が見えてくる。石段を上がるとすぐに寺院の境内に入り、そこには大きな天狗の面を収めた「天狗堂」が建っている。この寺院は正式名称を「大雄山 真龍寺」といい、曹洞宗に属している。大雄山最乗寺（神奈川県南足柄市）の末寺で、1929年（昭和4年）に創建された。
本尊は道了大薩埵（十一面観世音）である。道了は、最乗寺開山の了庵慧明の弟子であったと伝わる。1394年（応永元年）の最乗寺開創の際に、道了はその怪力を生かして大いに働いた。1411年（応永18年）3月に了庵慧明が没すると、道了は寺の守護と衆生救済を誓い、天狗に姿を変じて昇天したという。
明治時代初期に、原担山という名の僧侶が道了大薩埵の像を自作して巡回の本尊とし、関東地方一円を巡錫していた。1929年（昭和4年）になって、伊藤道海という僧侶がこの地に最乗寺の末寺として真龍寺を建立し、像を安置して本尊とした。
真龍寺は「世田谷の道了尊」として知られ、東京真龍講を組織して本寺である最乗寺に参門したり、清浄鎮火祭、みたまおくり、節分会などの行事を開いたりして地元とのかかわりが深く、節分会の行事として昭和初期に始まった天狗道中は「天下一天狗道中」として「しもきた天狗まつり」のメインイベントとなっている。この寺院と「しもきた天狗まつり」は「天狗まつりと真龍寺」として、1983年（昭和58年）に「せたがや百景」に選定された。
真龍寺は2019年（令和元年）春に小田原に移転し、堂宇は解体された。大天狗の面は寺との話し合いによって、下北沢の一番街商店街が保管することになった。

## 境内と文化財
境内で目を惹くのは、歴史の項でも触れた大きな天狗の面である。この面は高さ3メートル、幅約2メートルあり、長い鼻は「商売繁盛」を、葉うちわは「平和」、そして高下駄は何事にも負けずに踏み越えていく「勇気」を表していると伝えられている。この天狗は道了尊の化身でもあり、威徳と神通力をもって厄災を除く利益があるという。「しもきた天狗まつり」のメインイベント、天下一天狗道中では山車に乗って行列とともに商店街を練り歩いている。
真龍寺の本尊は、歴史の項で述べた道了大薩埵（十一面観音）で、観音の11ある顔貌の1つが天狗すなわち道了の姿である。この天狗の姿をもって現世の苦を救う利益をもたらすことから、人々の信仰を集めている。
境内はさほど面積が広くなく、閑静な寺院である。「しもきた天狗まつり」に伴って開催されるイベント以外にも、毎年7月下旬にはここを会場として縁日大会が開かれて賑わいを見せる。1991年（平成3年）に始まった「下北沢音楽祭」でも、かつては境内がステージやイベントに使用されるなどして人々に親しまれていた。

## しもきた天狗まつり
真龍寺は、毎年節分の時期に行われる「しもきた天狗まつり」のメインイベント、「天下一天狗道中」の起点及び終点となっている。天下一天狗道中は大天狗、小天狗、烏天狗や山伏、福男や福女などが行列をなし、最後尾には普段は天狗堂に鎮座している巨大な天狗の面が山車に乗って随行する。ほら貝や太鼓の音に合わせて下北沢駅の北口近辺や商店街などを練り歩いて豆を撒くが、このときの掛け声は「福は内」を3回繰り返すのみで「鬼は外」とは絶対に言わない。これは真龍寺開山の伊藤道海が、「心の中に福を満たせば、鬼は自ら退散していく」と教えていたことに拠るという。
天狗道中自体は、真龍寺建立当初の1929年（昭和4年）頃から節分会の行事として開運と厄除けを願って行われていた。第二次世界大戦開戦前はかなり遠方まで出かけていたといい、大戦中も道中は中断することなく続けられてきた。東京オリンピックの開催前後に起こって日本各地に広まった建設ブームの影響を受けて道路がダンプカーやトラックなどの通行優先となり、街なかを大勢で練り歩く行事には警察の許可が下りなくなった。そのため、天狗道中は街頭での行列を取りやめて真龍寺の境内のみで行われていた。
年月が過ぎてダンプカーやトラックなどの通行優先だった時代から歩行者優先の時代に変わると、天狗道中を復活させようという動きが出てきた。この動きの中心になったのは、当時の商店街青年部のメンバーたちであった。彼らは地域ぐるみの一大イベントとして天狗道中を復活させようと考え、真龍寺側もそれに賛同した。
1977年（昭和52年）、天狗道中は「しもきた天狗まつり」のメインイベントとして復活した。もともと節分会の催事ということで、しもきた天狗まつりは毎年節分前後の金曜日から日曜日にかけて開催されている。初日は「前夜祭」として夜の8時頃から烏天狗が商店街の飲食店などに現れて豆を撒き、二日目が天下一天狗道中、最終日の三日目はスタンプラリーや景品交換などのイベントを実施している。協賛には下北沢商店連合会、世田谷区、地元の小中学校、そして企業などが名を連ね、この祭りを守り盛り立てている。しもきた天狗まつりは地元の名物イベントとして定着し、2019年（平成31年）の時点で84回の開催を数えている。

## 交通アクセス
所在地
- 東京都世田谷区北沢二丁目36番15号

交通
- 小田急小田原線・京王井の頭線下北沢駅北口から徒歩約4-5分。